# VfR Aachen-Forst
Der VfR Aachen-Forst (offiziell: Verein für Rasensport Aachen-Forst 1919 e.V.) ist ein Sportverein aus dem Aachener Stadtteil Forst. Die erste Fußballmannschaft nahm zweimal am DFB-Pokal teil.

## Geschichte
Der Verein wurde im Jahre 1919 gegründet. Nach dem Zweiten Weltkrieg spielte der Verein zunächst in der Bezirksklasse und wurde 1948 Dritter. Der Abstieg im Jahre 1954 konnte sofort durch den Wiederaufstieg korrigiert werden. 1962 ging es erneut in die 1. Kreisklasse hinunter, die abgesehen von der Bezirksklassensaison 1968/69 zur Heimat des Vereins werden sollte. 1975 erreichten die Forster mit dem Abstieg in die 2. Kreisklasse ihren sportlichen Tiefpunkt. Zwei Aufstiege in Folge brachten den VfR 1978 wieder in die Bezirksliga, ehe drei Jahre später der Aufstieg in die Landesliga gelang. Dort wurden die Forster 1986 Vizemeister hinter dem GFC Düren 09. In den Jahren 1987, 1988 und 1990 wurde der VfR jeweils Dritter der Landesliga. Danach ging es für die Mannschaft sportlich bergab. 1996 stiegen die Forster in die Bezirksliga ab ehe fünf Jahre später der Gang in die Kreisliga A folgte. Seitdem spielt die erste Mannschaft in der Aachener Kreisliga A.
Sportliche Höhepunkte der Vereinsgeschichte waren die beiden Teilnahmen am DFB-Pokal. Die erste Teilnahme war in der DFB-Pokal 1983/84, als der Verein in der ersten Runde auf den Bundesligisten 1. FC Köln traf und vor 6.000 Zuschauern deutlich mit 1:6 verlor. Die zweite Teilnahme folgte in der Saison 1987/88, wo der VfR in der ersten Runde auf den Karlsruher SC traf und vor 2.000 Zuschauern mit 0:4 verlor. Beide DFB-Pokalspiele fanden auf dem Tivoli statt.

## Persönlichkeiten
- Josef Zschau